# Водопад Швракаве
Водопад Швракаве налази се на граници општина Челинац и Бања Лука, у месту Бастаси у Републици Српској, Босни и Херцеговини. До водопада је најлакше прићи путем који води десном обалом Врбаса, из села Карановац, које је удаљено 11 километара јужно од Бање Луке. На око два километра идући од моста у Карановцу, у правцу Кнежева, потребно је скренути лево ка селу Бастаси. Након успона на превој, макадамски пут обара десно у долину Швракаве.
Река Швракава је десна притока Врбаса. Ушће ове реке налази се у селу Карановац, на излазу Врбаса из кањона Тијесно. Швракава, иако не превише дуга, представља занимљиву реку, карактеристичну по кањону и слаповима.
Кањон Швракаве, дуг око 500 метара, завршава се са неколико слапова и водопадом. Преко стенског блока, високог око 4–5 метра, вода се обрушава у дубоки кречњачки лонац.
У туристичкој понуди града Бања Лука, нуди се могућност организовања кањонинга на Швракави. Ова тура може да траје од једног до два часа, у зависности од количине воде у кањону и на самом водопаду. Поред тога, бројни излетници и љубитељи природе долазе на једнодневне излете на овај локалитет.